# Станислав Мељников
Станислав Мељников (укр. Станіслав Мельников; Одеса 26. фебруар 1987) је украјински атлетски репрезентативац која се такмичи у трчањима на 400 м препоне и 400 м, а стални је члан украјинске штафете 4 х 400 метара.

## Спортска биографија
Станислав Мељников се бави атлетиком од 2005. године. Члана је АК Политехника из Одесе. Године 2006. постаје први пут првак Украјине на отвореном, а 2009. у дворани.
Прво велико међународно такммичење на којем је учествовао било је Европско првенство за јуниоре 2005. у Каунасу као члан украјинске штафете 4 х 400 метара. Заузели су пето место. Следеће године осваја бронзану медаљу на Светском првенству за јуниоре у Пекингу у својој дисциплини 400 м са препонама. Следећи полединачни успех постиже на Европском првенству за млађе сениоре (У-23) 2009. у Каунасу освајањем бронзане медаље.
Од 2010. такмичи се у сениорској конкуренцији и на Европском првенству у Барселони осваја бронзану медаљу са личним рекордом 49,09 м. Исти успех постиже и две године касније на Европском првенству 2012. у Хелсинкију.

## Значајнији резултати
| Датум | Такмичење                         | Место     | Пласман | Дисциплина    | Резултат | Детаљи |
| ----- | --------------------------------- | --------- | ------- | ------------- | -------- | ------ |
| 2005. | Европско првенство за јуниоре     | Каунас    | 5       | 4 x 400 м     | 3:10,78  |        |
| 2006. | Светско првенство за јуниоре      | Пекинг    | 3       | 400 м препоне | 50,43    |        |
| 2009. | Првенство Европе за млађе сениоре | Каунас    | 2       | 400 м препоне | 49,88    |        |
| 2010. | Европско првенство                | Барселона | 3       | 400 м препоне | 49,09    | [ 1 ]  |
| 2012. | Европско првенство                | Хелсинки  | 3       | 400 м препоне | 49,69    | [ 2 ]  |
| 2012. | Европско првенство                | Хелсинки  | 7       | 4 x 400 м     | 3:04,56  | [ 3 ]  |

### Лични рекорди
| Дисциплина    | Резултат | Место         | Датум             |
| ------------- | -------- | ------------- | ----------------- |
| 400 м         | 46,54    | Бјелско-Бјала | 30. јул 2008.     |
| 400 м препоне | 49,09    | Барселона     | 31. јул 2010.     |
| 400 м дворана | 46,97    | Суми          | 19. фебруар 2009. |